# أوشنسايد
أوسيانسيدي (بالإنجليزية: Oceanside)‏ هي قرية غير مضمنة في ولاية نيويورك الأمريكية.
يبلغ عدد سكانها حسب تعداد سنة 2000: 32,733 نسمة. ويبلغ عددهم حسب تقدير 2007 حوالي:32,900 نسمة.

## التركيبة السكانية
حدّد مكتب تعداد الولايات المتحدة بيانات التركيبة السكانية لأوشنسايد في تعداد الولايات المتحدة. في ما يلي، التركيبة السكانية حسب تعدادي 2000 و2010.

### تعداد عام 2000
بلغ عدد سكان أوشنسايد 32,733 نسمة بحسب تعداد عام 2000، وبلغ عدد الأسر 11,224 أسرة وعدد العائلات 9,127 عائلة مقيمة في المنطقة السكنية. في حين سجلت الكثافة السكانية 2,338.1 نسمة لكل كيلومتر مربع (6,055.7/ميل2). وبلغ عدد الوحدات السكنية 11,396 وحدة بمتوسط كثافة قدره 814 لكل كيلومتر مربع (2,108.3/ميل2).
وتوزع التركيب العرقي للمنطقة السكنية بنسبة 94.95% من البيض و0.56% من الأمريكيين الأفارقة و0.07% من الأمريكيين الأصليين و1.83% من الأمريكيين ذوي الأصول الآسيوية و0.01% من سكان جزر المحيط الهادئ و1.58% من الأعراق الأخرى و1% من عرقين مختلطين أو أكثر و5.90% من الهسبانيون أو اللاتينيون من أي عرق.
بلغ عدد الأسر 11,224 أسرة كانت نسبة 39.5% منها لديها أطفال تحت سن الثامنة عشر تعيش معهم، وبلغت نسبة الأزواج القاطنين مع بعضهم البعض 69.5% من أصل المجموع الكلي للأسر، ونسبة 8.8% من الأسر كان لديها معيلات من الإناث دون وجود شريك، بينما كانت نسبة 3.1% من الأسر لديها معيلون من الذكور دون وجود شريكة وكانت نسبة 18.7% من غير العائلات. تألفت نسبة 16.1% من أصل جميع الأسر من عدة أفراد يعيشون في نفس المنزل ونسبة 9.1% كانت تتألف من شخص يعيش بمفرده يبلغ من العمر 65 عاماً أو أكثر. وبلغ متوسط حجم الأسرة المعيشية 2.90، أما متوسط حجم العائلات فبلغ 3.25.
بلغ العمر الوسطي للسكان 40.2 عاماً. وكانت نسبة 25% من القاطنين تحت سن الثامنة عشر، وكانت نسبة 6.1% بين الثامنة عشر والرابعة والعشرين عاماً، ونسبة 27.5% كانت واقعةً في الفئة العمرية ما بين الخامسة والعشرين والرابعة والأربعين عاماً، ونسبة 25.6% كانت ما بين الخامسة والأربعين والرابعة والستين، ونسبة 15.3% كانت ضمن فئة الخامسة والستين عاماً فما فوق. يوجد لكل 100 أنثى 93.9 ذكر، ويوجد لكل 100 أنثى في الثامنة عشر من عمرها فما فوق 89.7 ذكر.
بلغ متوسط دخل الأسرة في المنطقة السكنية 73,720 دولارًا، أما متوسط دخل العائلة فبلغ 82,014 دولارًا. وكان متوسط دخل الذكور 54,917 دولارًا مقابل 39,414 دولارًا للإناث. وسجل دخل الفرد الخاص بالمنطقة السكنية 29,375 دولارًا. وكانت نسبة 2.9% من العائلات ونسبة 3.4% من السكان تحت خط الفقر، وكان من هؤلاء نسبة 3.9% تحت سن الثامنة عشر ونسبة 4.2% في الخامسة والستين من العمر وما فوق.

### تعداد عام 2010
بلغ عدد سكان أوشنسايد 32,109 نسمة بحسب تعداد عام 2010، وبلغ عدد الأسر 11,249 أسرة وعدد العائلات 8,903 عائلة مقيمة في المنطقة السكنية. في حين سجلت الكثافة السكانية 2,293.5 نسمة لكل كيلومتر مربع (5,940.1/ميل2). وبلغ عدد الوحدات السكنية 11,604 وحدة بمتوسط كثافة قدره 828.9 لكل كيلومتر مربع (2,146.8/ميل2).
وتوزع التركيب العرقي للمنطقة السكنية بنسبة 92.20% من البيض و1.26% من الأمريكيين الأفارقة و0.09% من الأمريكيين الأصليين و2.74% من الأمريكيين ذوي الأصول الآسيوية و0.01% من سكان جزر المحيط الهادئ و2.42% من الأعراق الأخرى و1.28% من عرقين مختلطين أو أكثر و9.25% من الهسبانيون أو اللاتينيون من أي عرق.
بلغ عدد الأسر 11,249 أسرة كانت نسبة 36.2% منها لديها أطفال تحت سن الثامنة عشر تعيش معهم، وبلغت نسبة الأزواج القاطنين مع بعضهم البعض 65.7% من أصل المجموع الكلي للأسر، ونسبة 10% من الأسر كان لديها معيلات من الإناث دون وجود شريك، بينما كانت نسبة 3.5% من الأسر لديها معيلون من الذكور دون وجود شريكة وكانت نسبة 20.9% من غير العائلات. تألفت نسبة 17.7% من أصل جميع الأسر من عدة أفراد يعيشون في نفس المنزل ونسبة 9.9% كانت تتألف من شخص يعيش بمفرده يبلغ من العمر 65 عاماً أو أكثر. وبلغ متوسط حجم الأسرة المعيشية 2.84، أما متوسط حجم العائلات فبلغ 3.23.
بلغ العمر الوسطي للسكان 43.5 عاماً. وكانت نسبة 22.5% من القاطنين تحت سن الثامنة عشر، وكانت نسبة 7.5% بين الثامنة عشر والرابعة والعشرين عاماً، ونسبة 22.3% كانت واقعةً في الفئة العمرية ما بين الخامسة والعشرين والرابعة والأربعين عاماً، ونسبة 31.6% كانت ما بين الخامسة والأربعين والرابعة والستين، ونسبة 16.1% كانت ضمن فئة الخامسة والستين عاماً فما فوق. وتوزع التركيب الجنسي للسكان بنسبة 48.1% ذكور و51.9% إناث.

## أعلام
- برايان كيلهير
- جاي فيدلر
- دان إنغرام
- أندرو هيرمان
- ريكي يان غوردون
- جون أوبراين